# Tomasz Oleksy
Tomasz Oleksy (Tarnów, 14 de septiembre de 1976) es un deportista polaco que compitió en escalada, especialista en las pruebas de velocidad y bloques.
Ganó tres medallas en el Campeonato Mundial de Escalada, en los años 2001 y 2003, y una medalla de oro en el Campeonato Europeo de Escalada de 1998.

## Palmarés internacional
| Campeonato Mundial | Campeonato Mundial   | Campeonato Mundial | Campeonato Mundial |
| Año                | Lugar                | Medalla            | Prueba             |
| ------------------ | -------------------- | ------------------ | ------------------ |
| 2001               | Winterthur (Suiza)   | Medalla de bronce  | Velocidad          |
| 2003               | Chamonix (Francia)   | Medalla de plata   | Velocidad          |
| 2003               | Chamonix (Francia)   | Medalla de bronce  | Bloques            |
| Campeonato Europeo |                      |                    |                    |
| Año                | Lugar                | Medalla            | Prueba             |
| 1998               | Núremberg (Alemania) | Medalla de oro     | Velocidad          |